# トリプルX
『トリプルX』（トリプルエックス、原題: xXx）は、ヴィン・ディーゼル主演の2002年のアメリカのアクション映画。特殊スパイ道具、世界をまたにかけての計画と陰謀、巨悪組織による世界滅亡計画、美女との共演、凝ったスタントなどのシーンが見られる。
脚本はリッチ・ウィルクス、監督は2001年の映画『ワイルドスピード』でもディーゼルとコンビを組んだロブ・コーエン、製作はニール・H・モリッツである。コロンビア ピクチャーズから配給された。メル・オドムにより小説化もされている。
2005年には主演をアイス・キューブに変えての続編『トリプルX ネクスト・レベル』も作られ、その時点では3作目の企画もあったものの、2作目が興行的に失敗したため3作目の制作も白紙に。しかし再度続編の話が浮上し、主演をヴィン・ディーゼルに戻して制作され2017年にアメリカで『トリプルX:再起動』が公開される。

## 概要
ザンダー・ケイジ（ヴィン・ディーゼル）、又の名「エックス」はエクストリームスポーツのエキスパート。首の後ろに「xXx」の大きな刺青がある。違法ビデオゲームの撮影のために上院議員のシボレー・コルベットを盗んで乗り回した上に橋から落として壊し、その腕を見込まれてアメリカ国家安全保障局のオーガスタス・ギボンズから車窃盗を見逃す代わりにエージェントになるよう命令される。ザンダーはチェコの犯罪組織「アナーキー99」に潜入し、化学兵器をめぐる陰謀と対決する。

## キャスト
- ザンダー・ケイジ - ヴィン・ディーゼル： 主人公。Xゲームのアスリート。首の後ろに「xXx」のタトゥーがある。
- イレーナ - アーシア・アルジェント： アナーキー99のメンバー。ヨーギの愛人。
- ヨーギ - マートン・チョーカシュ： 敵役。アナーキー99のリーダー。ディスコオーナー。
- オーガスタス・ギボンズ - サミュエル・L・ジャクソン： NSA工作員。
- トビー・リー・シェイヴァース - マイケル・ルーフ（英語版）： NSAのスパイ道具スペシャリスト。メカニックオタク。
- ミラン・ソーヴァ - リッキー・ミューラー（英語版）： チェコ警察の刑事。ザンダーの世話役。
- キリル - ヴェルナー・ダーエン（英語版）： アナーキー99のスナイパー。愛煙家。
- コルヤ - ペトル・ヤクル： アナーキー99のメンバー。ヨーギの実弟。
- ビクトール - ジャン・フィリペンスキー（英語版）： アナーキー99のメンバー。ヨーギの友人。
- ディック・ホッチキンス議員 - トム・エヴェレット（英語版）： コルベットを盗まれたカリフォルニア州上院議員。
- エル・フェヘ - ダニー・トレホ： コロンビアの麻薬組織のボス。
- ジム・マクグラス - トーマス・イアン・グリフィス： 映画冒頭で殺害されるNSAの工作員。
- J.J. - イヴ： ザンダーのビデオ配信を管理するマネージャー的存在。
- ジョーダン・キング - レーラ・アルシエリ（英語版）: 冒頭のパーティでザンダーにゲーム化を持ちかける女性。
- ロジャー・ドナン捜査官 - ウィリアム・ホープ
- ジェームズ・タニック長官 - テッド・メイナード
- ポーク捜査官 - デヴィッド・アスマン： ギボンズの部下。ザンダーの態度がなってないとして気に入らない。
- アイヴァン・ポドロフ - マーティン・ハブ： ソーヴァの手下。頭が薄い。
- アイヴァン・ペドギーラグ - ラデック・トメカ： ソーヴァの手下。
- ウェイトレス - メアリー＝パット・グリーン（英語版）： 工作員の選抜テストで登場したキャストの一人。
- ニコライ - ヴィーチェスラフ・ボホナー： ヨーギの部下。
- 妖艶なダンサー - アリーナ・チカリコヴァ： ザンダーが泊まった部屋にいた美女。
- ロックバンド - ラムシュタイン： マクグラスが殺害されたライブ会場で演奏中のバンド。

## 日本語吹替
| 役名                         | 俳優                         | 日本語吹替                                                                    | 日本語吹替                                          |
| 役名                         | 俳優                         | ソフト版                                                                      | テレビ朝日版                                        |
| ---------------------------- | ---------------------------- | ----------------------------------------------------------------------------- | --------------------------------------------------- |
| ザンダー・ケイジ             | ヴィン・ディーゼル           | 西凜太朗                                                                      | 江原正士                                            |
| イレーナ                     | アーシア・アルジェント       | 田村真紀                                                                      | 安藤麻吹                                            |
| ヨーギ                       | マートン・チョーカシュ       | 磯部勉                                                                        | 山路和弘                                            |
| オーガスタス・ギボンズ       | サミュエル・L・ジャクソン    | 玄田哲章                                                                      | 小川真司                                            |
| トビー・リー・シェイヴァース | マイケル・ルーフ             | 三ツ矢雄二                                                                    | 坂詰貴之                                            |
| ミラン・ソーヴァ             | リッキー・ミューラー         | 安原義人                                                                      | 伊藤和晃                                            |
| キリル                       | ヴェルナー・ダーエン         | 村治学                                                                        | 中谷一博                                            |
| コルヤ                       | ペトル・ヤクル               | 楠大典                                                                        | 大黒和広                                            |
| ヴィクトール                 | ジャン・フィリペンスキー     | 中博史                                                                        | 木村雅史                                            |
| ディック・ホッチキンス議員   | トム・エヴェレット           | 永田博丈                                                                      | 小島敏彦                                            |
| エル・フェヘ                 | ダニー・トレホ               | 天田益男                                                                      | 小川隆市                                            |
| ジム・マクグラス             | トーマス・イアン・グリフィス | 山野井仁                                                                      | 坂詰貴之                                            |
| J.J.                         | イヴ                         | 本田貴子                                                                      | 鬼頭典子                                            |
| ジョーダン・キング           | レーラ・アルシエリ           | 杉本ゆう                                                                      | 林摩理子                                            |
| ロジャー・ドナン捜査官       | ウィリアム・ホープ           | 荒川太郎                                                                      | 植倉大                                              |
| ジェームズ・タニック長官     | テッド・メイナード           | 佐々木敏                                                                      |                                                     |
| ポーク捜査官                 | デヴィッド・アスマン         | 横堀悦夫                                                                      | 矢崎文也                                            |
| アイヴァン・ポドロフ         | マーティン・ハブ             | 菅生隆之                                                                      |                                                     |
| アイヴァン・ペドギーラグ     | ラデック・トメカ             | 荒川太郎                                                                      |                                                     |
| TJ                           | クリス・ガン                 | 宗矢樹頼                                                                      |                                                     |
| ヴァーグ                     | ジョー・バカロ・三世         | 斉藤志郎                                                                      |                                                     |
| ハッカ                       | バクラフ・チャルバ           | 佐々木健                                                                      |                                                     |
| ウェイトレス                 | メアリー＝パット・グリーン   | 定岡小百合                                                                    | 堀越真己                                            |
| ニコライ                     | ヴィーチェスラフ・ボホナー   | 佐々木敏                                                                      | 塾一久                                              |
| ドライバー                   | トニー・ホーク               | 西前忠久                                                                      |                                                     |
| ブローカー                   | スコット・ワフ               | 坂東尚樹                                                                      |                                                     |
| トラック運転手               | タナー・ギル                 | 星野充昭                                                                      |                                                     |
| ジェネル                     |                              | 林智恵                                                                        |                                                     |
| その他出演                   | N/A                          | 安奈ゆかり 伊藤栄次 河相智哉 河野智之 内田夕夜 奥田啓人 樫井笙人 廣田行生 MAI | 赤城進 斉藤次郎 渡辺育子 白山修 麻生潤也 松平真之介 |
|                              |                              |                                                                               |                                                     |
| 演出                         |                              | 岩見純一                                                                      | 松川陸                                              |
| 翻訳                         |                              | 松崎広幸                                                                      | 松崎広幸                                            |
| 調整                         |                              | 菊地悟史                                                                      | 長井利親                                            |
| 効果                         |                              |                                                                               | リレーション                                        |
| 録音                         |                              | ACスタジオ アオイスタジオ                                                     |                                                     |
| 制作                         |                              | ACクリエイト株式会社                                                          | ブロードメディア・スタジオ                          |

- ソフト版：VHS・DVD・BD収録
- テレビ朝日版：初回放送2008年5月25日 『日曜洋画劇場』 21:00-22:54
  - 再放送：2015年8月17日『月曜ゴールデン』（TBS系列）
  - 再放送：2022年2月7日『午後のロードショー』

## 映画の特徴
主人公がさまざまなエクストリームスポーツの技を披露する。過去のスパイ映画からの脱却を目指しており、オープニングのシーンについて監督のコーエンは「例のタキシードはもう古くなった」（The Death of The Tuxedo）と語っている。コーエンは否定しているが、これはジェームズ・ボンドのことを指しているものと見られる。
コーエンは、メイキングDVDの中で、敵役のヨーギは典型的な無政府主義者であるが、これは誤った無政府主義であり、主人公ザンダーの若々しい体制反対思想はこれとは一線を画するものであり、ヨーギはザンダーの思想を際立たせるための存在だと説明している。
主なロケ地は3箇所である。ほとんどは作中の舞台でもあるチェコ共和国のプラハで撮影された。最初の方のコルベットのジャンプシーンはカリフォルニア州にあるフォレストヒル橋で撮影された。最後の楽園シーンはフランス領ポリネシアのボラボラ島、タヒチ島である。
冒頭のバンド演奏シーンはラムシュタインのコンサートシーンをプラハで撮影したものである。演奏シーンで披露された『撃て! (Feuer frei!)』のビデオクリップはラムシュタインのDVD『ラムシュタイン的変態シネマ』にも収録されている。
この映画には実世界のエクストリームスポーツ選手も多く登場する。スケートボードの名手トニー・ホークは最初の方の逃走用キャデラックの運転手であり、その後のパーティーシーンでスケートボードの技を披露している。同じくプロスケートボーダーのマイク・ヴァレリーもカメラマン役で出演している。プロBMXライダーのリック・ソーンも逃走用キャデラックの後部座席に乗っており、その他のシーンではマット・ホフマン、マイク・エスカミラ等も登場している。
劇中の最後の山場における潜水艇の上に乗るシーンの撮影中に、ザンダーのスタント役ハリー・オコナー（Harry L. O'Connor）が死亡する事故が起こっている。潜水艇から飛び降りるはずであったが、潜水艇とともに橋桁に衝突して即死した。監督のコーエンはこのスタントマンに敬意を表し、衝突を起こす直前までの映像が実際の映画でも使用された。